# Campino
Pour les articles homonymes, voir Frege (homonymie).

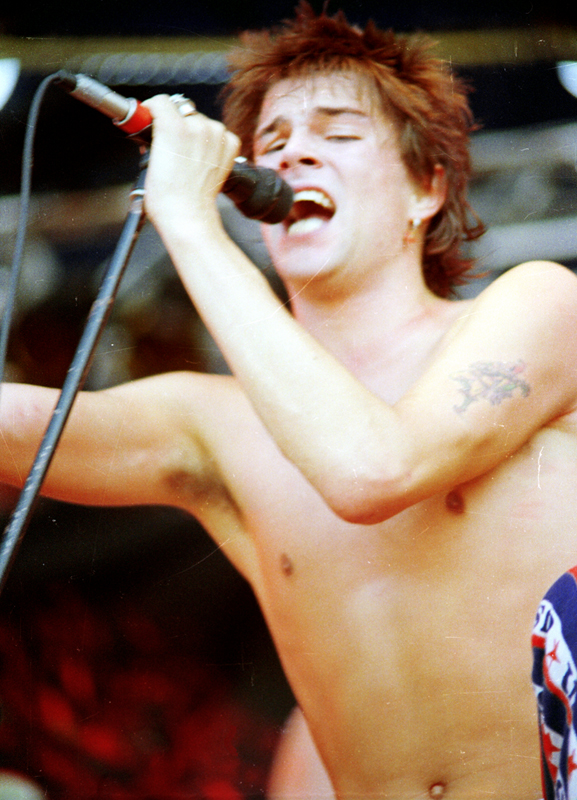
Campino en 1987

Andreas Frege, dit Campino, né le 22 juin 1962 à Düsseldorf, est un chanteur de punk rock allemand. Il est devenu célèbre en tant que chanteur du groupe Die Toten Hosen.
Le grand-père de Campino, Ludwig Andreas Frege fut le président de la Cour administrative fédérale. Campino est issu d’une famille assez conservatrice, son père était juge et sa mère, anglaise, professeur d’anglais, il a cinq frères et sœurs. L'un d'eux, l'aîné de la famille John l'a attiré envers la musique Punk.  À l’âge de deux ans il déménage avec ses parents de Mettmann.
À l’école il était plutôt un marginal. Son surnom, il le doit à un autocollant sur lequel était écrit « Der grosse Zauberer Campino » ( le grand magicien Campino ) et date du temps du Ratinger Hof endroit où il se retrouvait avec ses amis autour d’une Altbier de Düsseldorf.
Il chante en duo avec Bad Religion la chanson "Raise Your Voice!" du groupe américain (sur l'album No Substance).
Il interprète le rôle-titre dans Rendez-vous à Palerme (Palermo shooting) de Wim Wenders avec Dennis Hopper.
Andreas Frege a un fils avec l'actrice Karina Krawczyk.